# کمیته قضایی مجلس نمایندگان ایالات متحده آمریکا
کمیته قضایی مجلس نمایندگان ایالات متحده آمریکا (انگلیسی: United States House Committee on the Judiciary) که به اختصار بدان «کمیته قضایی مجلس نمایندگان» هم می‌گویند، یک کمیته دائمی در مجلس نمایندگان ایالات متحده آمریکا است که وظیفه‌اش نظارت بر اجرای عدالت در دادگاه‌های فدرال آمریکا، سازمان‌های اداری فدرال و نهادهای فدرال مجری قانون است. کمیته قضایی اغلب در روند استیضاح مقامات فدرال دخالت دارد. به دلیل ماهیت حقوقی نظارت، اعضای کمیته معمولاً دارای سابقه حقوقی هستند، اما این امر الزامی نیست.
در صد و هجدهمین کنگره ایالات متحده آمریکا، رئیس کمیته، جیم جردن از حزب جمهوری‌خواه از اوهایو، و نفرِ دومِ کمیته، جرالد ندلر از حزب دموکرات از ایالت نیویورک است.
این کمیته در ۳ ژوئن ۱۸۱۳ میلادی با هدف بررسی قوانین مربوط به نظام دادگستری ایجاد شد. این کمیته در چهار مورد، قطعنامه‌های استیضاح علیه ۴ رئیس‌جمهور را تصویب کرده‌است: اندرو جانسون (در سال ۱۸۶۷)، ریچارد نیکسون (در سال ۱۹۷۴)، بیل کلینتون (در سال ۱۹۹۸) و دونالد ترامپ (در سال ۲۰۱۹).